# HD 131399 Ab

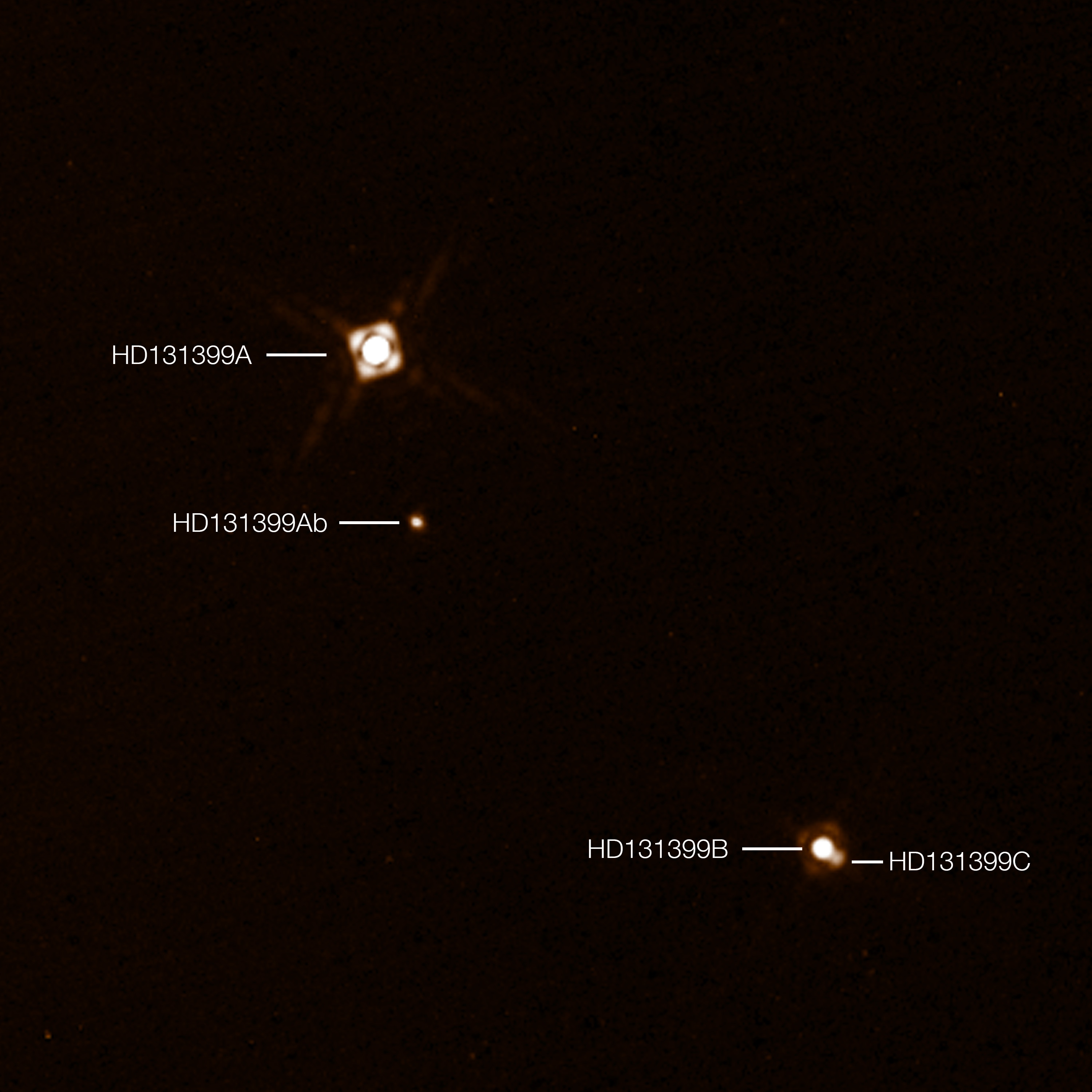
Esta composição com anotações mostra o recém-descoberto exoplaneta HD 131399Ab no sistema estelar triplo HD 131399. As imagens do planeta foram obtidas com o instrumento SPHERE instalado no Very Large Telescope do Observatório Europeu do Sul, no Chile. Esta imagem com foi criada a partir de duas imagens obtidas pelo SPHERE, uma para capturar uma imagem das três estrelas e outra para capturar o débil planeta. Nesta imagem, o planeta parece muito mais brilhante do que na realidade seria visto em comparação com as estrelas.

HD 131399 Ab foi um exoplaneta proposto orbitando ao redor da estrela HD 131399 A, a qual faz parte de um sistema trinário de estrelas, localizado a uma distância de 320 anos-luz. As outras duas estrelas orbitam entre si ao mesmo tempo que orbitam a estrela HD 131399A.
HD 131399 Ab foi descoberto por imagens diretas a partir de observações com o insturmento SPHERE, no Very Large Telescope. Observações mais recentes sugerem que este objeto é na verdade uma estrela de fundo.

## Características
Inicialmente HD 131399 Ab foi considerado um planeta extrassolar orbitando a estrela HD 131399 A. Com cerca de 16 milhões de anos, ele apresentaria uma massa de 4 ± 1 MJup, um tipo espectral de T2–T4 e temperatura efetiva de 850 ± 50 K. Observações espectroscópicas no infravermelho próximo (1,4-1,6 µm) indicavam que a atmosfera continha água e metano.
HD 131399 Ab foi observado a uma separação projetada de 82 UA de HD 131399 A, apenas um quarto da distância até o par binário BC, e sua órbita levaria 550 anos. O objeto parecia estar bem no limite de estabilidade no sistema, e se estivesse apenas um pouco mais afastado sua órbita seria instável. Durante cerca de um quarto da órbita, 100-140 anos, todos as três estrelas seriam visíveis num único dia: durante este período de tempo, a luz solar incidiria permanentemente em qualquer parte do planeta  — assim que a estrela primária se põe, o par binário alvorece.
Depois da descoberta do planeta, um estudo baseado em dados de velocidade radial do HARPS mostrou que HD 131399 A é uma binária espectroscópica, possuindo uma estrela companheira de baixa massa em uma órbita de 10 dias, o que tornaria o planeta circumbinário.

## História
O sistema HD 131399 foi incluído em um programa de observação com o instrumento SPHERE, do Very Large Telescope, no Observatório Europeu do Sul, em busca de objetos sub-estelares em torno de 100 estrelas de classe A na associação Scorpius–Centaurus. Essa é uma associação jovem com uma idade de apenas 16 milhões de anos, o que significa que quaisquer objetos de baixa massa ainda são bastante brilhantes, pois eles perdem luminosidade conforme envelhecem. As imagens obtidas do sistema HD 131399 revelaram um objeto a uma separação de 0,84 segundos de arco da primária, ou 82 UA, apenas um quarto da distância até o par BC. O estudo foi publicado em 2016 na revista Science.
Um estudo mais recente, baseado em novas observações pelo Gemini Planet Imager, SPHERE e NIRC-2 (no Telescópio Keck), e uma reanálise dos dados antigos do SPHERE, concluiu que HD 131399 Ab é na verdade um objeto de fundo, não relacionado com o sistema HD 131399. As observações fotométricas e espectroscópicas do objeto são consistentes com uma anã de classe K ou M localizada a uma distância de milhares de parsecs, muito mais distante que HD 131399. Os dados astrométricos mostraram que o objeto tem um movimento próprio significativo de 12,3 mas/a, mas mesmo assim baixo demais para estar relacionado ao sistema.

## Galeria
- Representação artística mostra a órbita do planeta do sistema estelar triplo HD 131399

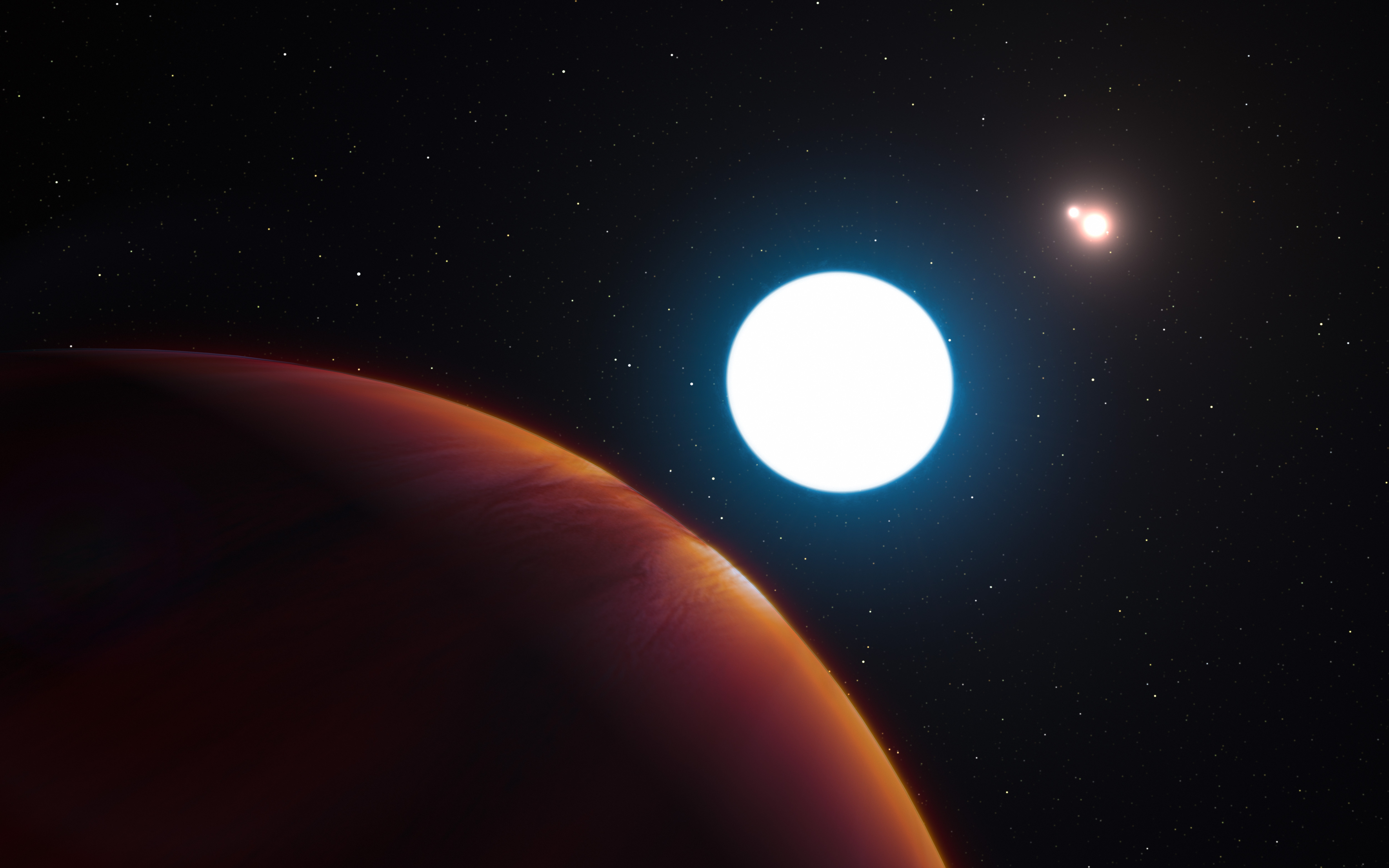
Representação artística do sistema estelar HD 131399 visto a partir do planeta "Ab". A mais brilhante das estrelas, HD 131399 está ao centro. As outras duas estrelas podem ser vistas à distância.